# Новожилова, Галина Григорьевна
Гали́на Григо́рьевна Новожи́лова (28 ноября 1922, РСФСР — 19 мая 2021, Москва, Россия) — советская и российская актриса театра и кино, радиоведущая. Заслуженная артистка РСФСР (1960).
Мать российского востоковеда, исламоведа и политолога Алексея Малашенко.

## Биография
Родилась 28 ноября 1922 года. В 1940—1941 годах училась в Театральном училище имени Б. Щукина, однако в 1944 году окончила МГТУ.
С 1945 по 2003 год — актриса Центрального детского театра (ныне — РАМТ).
Снималась в кино. Была ведущей программ «С добрым утром!», «Пионерская зорька» на Всесоюзном радио. Занималась озвучиванием мультипликационных фильмов и аудиокниг.
В 2002 году была награждена медалью ордена «За заслуги перед Отечеством» II степени.
Скончалась в Москве 19 мая 2021 года в возрасте 98 лет. Прах захоронен в колумбарии на Ваганьковском кладбище.

## Творчество

### Центральный детский театр
- 1947 — «Красный галстук» С. В. Михалкова — Марина
- 1948 — «Снежная королева» Е. Л. Шварца — Герда, позже — Бабушка
- 1949 — «Её друзья» В. С. Розова — Светлана Бутова
- 1952 — «Волынщик из Стракониц» Й. К.Тыла — Доротка
- 1953 — «Доходное место» А. Н. Островского — Полинька
- 1954 — «В добрый час!» В. С. Розова — Галя Дружинина
- 1985 — «Алёша» Г. И. Чухрая и В. И. Ежова — Старушка
- 1987 — «Кабанчик» В. С. Розова — Мария Константиновна
- — «Два друга» Н. Носова — Лика
- — «Драгоценное зерно» А. И. Мусатова — Маша Ракитина
- — «Особое задание» С. В. Михалкова — Люда
- — «Дорогие мои мальчишки» Л. Кассиля — Сима
- — «Сказка о четырех близнецах» П. Панчева — Бабушка
- — «Враги» М. Горького — Полина Бардина

### Фильмография
- 1975 — Такая короткая долгая жизнь — Зоя Сергеевна, мать Игоря, свекровь Майи
- 1982 — Слёзы капали — Белозёрская, работница детского сада
- 1990 — Сообщница — Елена Михайловна

#### Телеспектакли
- 1973 — Пушкинские сказки — Чернавка
- 1986 — Белая лошадь — горе не моё — тётя Маша, школьная уборщица

### Озвучивание мультфильмов
- 1947 год — Конёк-Горбунок — Царь-девица
- 1949 год — Гуси-лебеди — Маша
- 1949 год — Чудесный колокольчик — Маша
- 1950 год — Девочка в цирке — Отличница
- 1951 год — Сказка о мёртвой царевне и о семи богатырях — Царевна
- 1951 год — Таёжная сказка — Лиса
- 1952 год — Зай и Чик — Кукла в голубом платье
- 1953 год — Лесной концерт — Мышь
- 1953 год — Полёт на Луну — Наташа
- 1954 год — Оранжевое горлышко
- 1954 год — Соломенный бычок — Внучка / Лиса
- 1955 год — Остров ошибок — Пятёрка
- 1955 год — Стёпа-моряк — Таня
- 1956 год — Двенадцать месяцев — Королева
- 1956 год — Кораблик — Бабочка
- 1956 год — Лесная история — Белка
- 1957 год — Исполнение желаний — Фея
- 1958 год — Грибок-теремок — Бабочка
- 1958 год — Тайна далёкого острова — Дум
- 1959 год — День рождения — Соловей
- 1959 год — Похитители красок — Матрёшка
- 1959 год — Скоро будет дождь — Рыбка
- 1960 год — Королевские зайцы — Принцесса
- 1960 год — Человечка нарисовал я — Паж
- 1961 год — Дракон — Маунг Тин
- 1961 год — Незнайка учится — Девочка
- 1961 год — Муравьишка-хвастунишка — Гусеница-землемер
- 1962 год — Королева Зубная щётка — Девочка
- 1964 год — Дюймовочка — Дюймовочка
- 1975 год — Комаров — воспитательница Нина Павловна